# Repräsentantenhaus von Arizona
Das Repräsentantenhaus von Arizona (Arizona House of Representatives) ist das Unterhaus der Arizona Legislature, der Legislative des US-Bundesstaates Arizona.
Die Parlamentskammer setzt sich aus 60 Abgeordneten zusammen, wobei jeweils zwei Abgeordnete einen Wahldistrikt repräsentieren. Die Bezirksstrukturen sind denen von Washington und Idaho ähnlich. Jede dieser festgelegten Einheiten umfasst eine Zahl von durchschnittlich 172.000 Einwohnern. Die Abgeordneten werden jeweils für zweijährige Amtszeiten gewählt; eine Beschränkung der Amtszeiten liegt bei vier nacheinander folgenden Amtszeiten (acht Jahren).
Der Sitzungssaal befindet sich gemeinsam mit dem Staatssenat im Arizona State Capitol in der Hauptstadt Phoenix.

## Struktur der Kammer
Vorsitzender des Repräsentantenhauses ist der Speaker of the House. Er wird zunächst von der Mehrheitsfraktion der Kammer gewählt, ehe die Bestätigung durch das gesamte Parlament folgt. Der Speaker ist auch für den Ablauf der Gesetzgebung verantwortlich und überwacht die Abstellungen in die verschiedenen Ausschüsse. Als Speaker fungiert seit Januar 2023 der Republikaner Ben Toma, sein Stellvertreter (Speaker pro tempore) ist Travis Grantham.
Weitere wichtige Amtsinhaber sind der Mehrheitsführer (Majority leader) und der Oppositionsführer (Minority leader), die von den jeweiligen Fraktionen gewählt werden. Majority leader ist der Republikaner Leo Biasiucci, Minority leader der Demokrat Andrés Cano .